# Reddick (Florida)
Reddick es un pueblo ubicado en el condado de Marion en el estado estadounidense de Florida. En el Censo de 2010 tenía una población de 506 habitantes y una densidad poblacional de 154,08 personas por km².

## Geografía
Reddick se encuentra ubicado en las coordenadas 29°22′8″N 82°11′51″O / 29.36889, -82.19750. Según la Oficina del Censo de los Estados Unidos, Reddick tiene una superficie total de 3.28 km², de la cual 3.28 km² corresponden a tierra firme y (0%) 0 km² es agua.

## Demografía
Según el censo de 2010, había 506 personas residiendo en Reddick. La densidad de población era de 154,08 hab./km². De los 506 habitantes, Reddick estaba compuesto por el 44.47% blancos, el 48.62% eran afroamericanos, el 0.2% eran amerindios, el 0.2% eran asiáticos, el 0% eran isleños del Pacífico, el 3.16% eran de otras razas y el 3.36% pertenecían a dos o más razas. Del total de la población el 8.89% eran hispanos o latinos de cualquier raza.